# Christoph Ullmann (Eishockeyspieler)
Christoph Ullmann (* 19. Mai 1983 in Altötting) ist ein ehemaliger deutscher Eishockeyspieler, der über viele Jahre in der Deutschen Eishockey Liga bei den Kölner Haien, den Adler Mannheim und den Augsburger Panthern aktiv war. Mit der deutschen Nationalmannschaft nahm er an zehn Eishockey-Weltmeisterschaften teil.

## Karriere

### Junior in Köln und Karrierestart in Mannheim

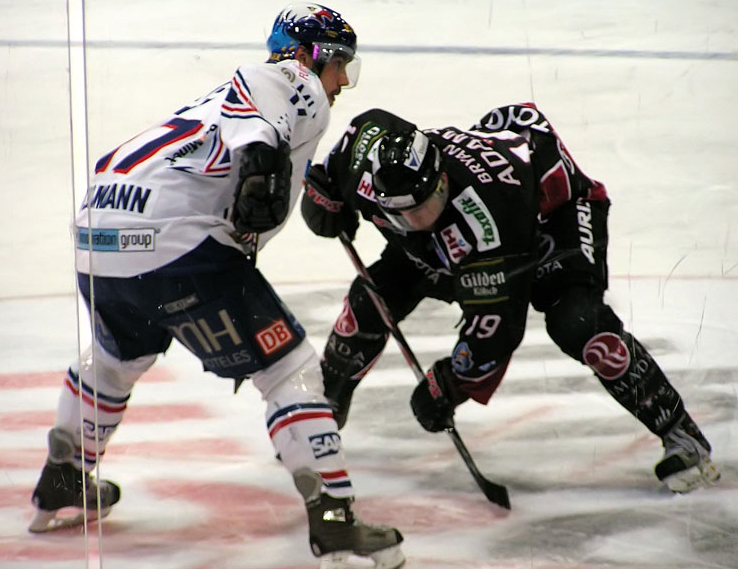
Christoph Ullmann im Duell mit dem Kölner Bryan Adams

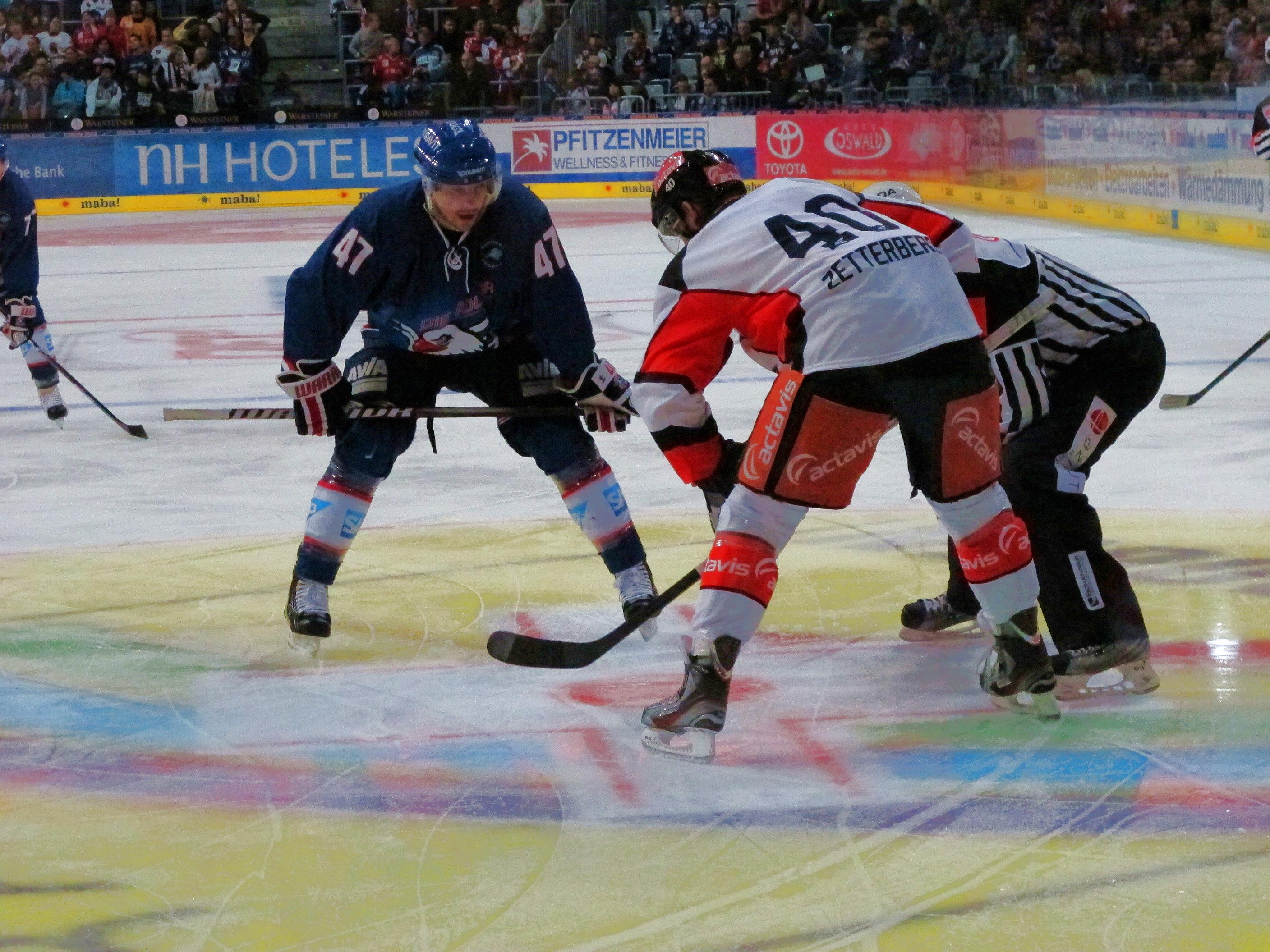
Christoph Ullmann im Bully gegen Henrik Zetterberg

Vom EHC Waldkraiburg kommend durchlief Christoph Ullmann bei den Kölner Haien die Jugendabteilung und kam in der Saison 1999/00 zu ersten Einsätzen im Regionalliga-Team des KEC. Bereits in seiner zweiten Spielzeit 2000/01 konnte der Linksschütze dort hervorragende Scoringwerte aufweisen, erzielte 66 Punkte in nur 27 Spielen. Auch in den Play-offs zeigte der Center gute Leistungen und durfte aus diesem Grund in der folgenden Spielzeit erste Partien für die Profimannschaft der Haie in der DEL bestreiten, wo er mit dem Team die deutsche Meisterschaft gewinnen konnte. Auch in der Saison 2002/03 spielte Ullmann für die Haie in der DEL und zudem mit einer Förderlizenz für den Zweitligisten EV Duisburg. Da er beim damaligen Trainer der Haie Hans Zach keine Perspektive sah, wechselte der Angreifer 2003 zu den Adlern Mannheim, wo er in den folgenden drei Jahren zum Stammspieler in der DEL wurde und 2005 die Vizemeisterschaft gewann. Im Jahr 2007 krönte er durch ein Tor im Playoff-Finale seine starke Saison, die schließlich mit dem Sieg der Meisterschaft und des Deutschen Eishockey-Pokals mit den Adlern ihren Höhepunkt fand.

### Führungsspieler bei den Kölner Haien
Zur Saison 2008/09 wurde Christoph Ullmann vom damaligen Haie-Trainer Doug Mason erneut vom Kölner Eishockeyverein und amtierenden Vizemeister verpflichtet, bei welchem er eine Führungsrolle übernehmen sollte. Ullmann war in der Saison bester Scorer seines Teams, konnte jedoch eine insgesamt enttäuschende Saison der Domstädter nicht verhindern. In der Saison 2010/2011 wurde Ullmann vom damaligen Coach Bill Stewart zum Kapitän der Haie ernannt, war punktbester Spieler seines Teams, erzielte einen Hattrick im Lokalderby gegen die DEG Metro Stars und platzierte sich unter die Top-10-Torschützen der Liga. Auf Grund der finanziellen Konsolidierung sowie Neuausrichtung des Vereins unter dem neuen Trainer Uwe Krupp, erhielt er jedoch am Saisonende keinen neuen Vertrag.

### Rekordspieler bei den Adlern Mannheim
Daraufhin wurde er im April 2011 von den Adlern aus Mannheim verpflichtet, bei denen er mit Ken Magowan und Adam Mitchell den sogenannten MUM-Sturm bildete und damit insbesondere in den Play-offs die erfolgreichste Angriffsreihe der Saison 2011/12 stellte, wobei Ullmann erfolgreichster Scorer der Play-offs wurde, in welcher die Adler in einer dramatischen Finalserie den Eisbären Berlin unterlagen. In der Saison 2014/15 konnten Ullmann dann nach Platz 1 in der Hauptrunde mit einem 4-2-Sieg in der Finalserie gegen den ERC Ingolstadt seine zweite deutsche Meisterschaft mit den Adlern feiern. Am 14. Oktober 2016 in der Saison 2016/17 beim 4:2-Heimsieg gegen die Fischtown Pinguins Bremerhaven erzielte Ullmann sein 151. Tor für die Adler und löste damit René Corbét als Rekordtorschütze ab.
Als Ullmann am Ende der Saison 2017/18 nach insgesamt zwölf Spielzeiten die Adler verließ, hatte er in 561 DEL-Spielen 135 Tore sowie 145 Torvorlagen für die Kurpfälzer erzielt und war damit bei seinem Abschied sowohl bester Scorer als auch Torschütze in der „ewigen Bestenliste“ des Vereins.

### Wechsel zu den Augsburger Panthern
Mit 34 Jahren unterzeichnete er für die Saison 2018/19 einen Vertrag beim DEL-Team Augsburger Panther.
In dieser Saison spielten die Panther eine ihrer erfolgreichsten Hauptrunden der Vereinsgeschichte und der Vertrag von Ullmann wurde bereits im Januar 2019 um eine weitere Spielzeit verlängert. In den Play-offs erreichten die Schwaben das Halbfinale, wobei Ullmann im Viertelfinalspiel am 29. März 2019 gegen die Düsseldorfer EG nach einem Bandencheck von John Henrion vom Düsseldorfer Mannschaftsarzt wiederbelebt werden musste. Im Dezember 2019 verkündete er sein Karriereende zum Ende der Spielzeit 2019/20.

### International
Sein erstes großes internationales Turnier für eine Auswahlmannschaft des DEB bestritt Christoph Ullmann bei der Junioren-Weltmeisterschaft 2002, wo ihm mit dem U20-Nationalteam der Aufstieg gelang. Ein Jahr später kam der Angreifer ein weiteres Mal für die Junioren-Auswahl bei der Weltmeisterschaft zum Einsatz.
2004 wurde Ullmann erstmals vom damaligen Nationaltrainer Hans Zach in die A-Nationalmannschaft bei der Weltmeisterschaft 2004 berufen, zu deren Kader er zwei Jahre später erneut gehörte, als dieser bei der Division-I-Weltmeisterschaft in Frankreich den Wiederaufstieg erreichte. Als er seine Teilnahme bei der Heimweltmeisterschaft 2017 verletzungsbedingt absagen musste, hatte er bis dahin an zehn Weltmeisterschaften für die deutschen Eishockeynationalmannschaft teilgenommen und mehr als 150 Länderspiele absolviert.

## Erfolge und Auszeichnungen
- 2006 Teilnahme am DEL All-Star Game
- 2006 Meister B-Weltmeisterschaft, Aufstieg in die Top-Division
- 2008 Teilnahme am DEL All-Star Game
- 2009 Teilnahme am DEL All-Star Game
- 2010 Eishockey-Weltmeisterschaft Top-Division Platz 4

### Mit den Kölner Haien
- 2002 Deutscher Meister
- 2004 Deutscher Pokalsieger
- 2003 Deutscher Vizemeister
- 2008 Deutscher Vizemeister

### Mit den Adler Mannheim
- 2007 Deutscher Meister
- 2007 Deutscher Pokalsieger
- 2015 Deutscher Meister
- 2012 Deutscher Vizemeister

## Karrierestatistik

### International
Vertrat Deutschland bei:
| - U20-Junioren-Weltmeisterschaft der Division I 2002 - U20-Junioren-Weltmeisterschaft 2003 - Weltmeisterschaft 2004 - Weltmeisterschaft der Division I 2006 - Weltmeisterschaft 2007 - Weltmeisterschaft 2008 | - Weltmeisterschaft 2009 - Weltmeisterschaft 2010 - Weltmeisterschaft 2011 - Weltmeisterschaft 2012 - Weltmeisterschaft 2013 - Weltmeisterschaft 2015 |

(Legende zur Spielerstatistik: Sp oder GP = absolvierte Spiele; T oder G = erzielte Tore; V oder A = erzielte Assists; Pkt oder Pts = erzielte Scorerpunkte; SM oder PIM = erhaltene Strafminuten; +/− = Plus/Minus-Bilanz; PP = erzielte Überzahltore; SH = erzielte Unterzahltore; GW = erzielte Siegtore; 1 Play-downs/Relegation; Kursiv: Statistik nicht vollständig)

## Sonstiges
Während der Eishockey-Weltmeisterschaft der Herren 2018 arbeitete Ullmann an der Seite von Peter Kohl als Experte bei Sport1.